# Panteó Cabañas
Panteó Cabañas és un sepulcre del municipi de Lloret de Mar (Selva) que forma part de l'Inventari del Patrimoni Arquitectònic de Catalunya. El panteó Cabañas està ubicat en el marge dret del passeig central del cementiri de Lloret de Mar i té com a matèria primera la pedra de Montjuïc.

## Descripció
Es tracta d'un típic exemple de capella-panteó que tendeix a una planta centralitzada. I és que el panteó respon en essència a un gran bloc cúbic quadrat astutament camuflat i emmascarat gràcies a la utilització de dos recursos com són: per una banda, les figures de gran mida de quatre àngels ubicats en les quatre cantonades, els quals apareixen amb els caps acotats i en actitud de pregària agenollats, cosa que comporta una actitud hieràtica i estàtica. Mentre que per l'altra, els quatre arcs en paràbola ricament ornamentats en la part superior gràcies als medallons amb símbols al·lusius al culte cristià i paral·lelament a una gran voluta ornada amb una profusa i densa decoració de tall vegetal a manera de garlandes i tiges carnoses. Una voluta que comunica simultàniament amb el fris corregut que recorre tot el perímetre de la sepultura.
Corona el monument funerari una creu de grans proporcions, assentada sobre un robust basament, la qual prescindeix de la figura tant de Crist com de la Verge Maria, ja que el seu lloc l'ocupa una densa vegetació a manera de fulles i flors.
Menció a part mereix la tanca metàl·lica. Es tracta d'una reixa clarament afiliada a la tradició del ferro forjat català, com així ho evidencia el sistema típic d'enllaç de grans espirals o tirabuixons, acabats en l'extrem amb flors, que formen la trama del reixat. Tanmateix combina les espirals amb una composició romboïdal present en el registre intermedi.
Això pel que fa a la resolució dels espais exteriors. Quant als acabats interiors cal destacar diversos elements: des de la clau de volta amb una representació de l'ull simbòlic de la divinitat dintre d'un triangle; passant per la gran llum penjant de ferro forjat, de caràcter barroquitzant, que decora l'interior i fins a arribar a la representació figurada del tetramorf amb els caps dels éssers que representen als evangelistes, i un Crist de grans dimensions, molt reeixit amb els braços estesos i en relleu que presideix l'altar d'aquest panteó-capella.
A simple vista aquest monument funerari ofereix un bon estat de conservació fins al punt que no s'ha de patir per la seva integritat física.

## Història
El panteó va ser construït per l'arquitecte Vicenç Artigas i Albertí, mentre que la part de la serralleria es va ocupar el taller de Josep Perpinyà. De Vicenç Artigas Albertí se'n sap ben poca cosa. Del poc que se sap és que es va titular com a arquitecte l'any 1900, segons consta a l'Anuari de l'Associació d'Arquitectes de Catalunya. Els treballs d'aquest són escassament coneguts i les obres que es troben ressenyades en un o altres tipus de publicacions només ofereixen de manera molt puntual el registre del que pogué ser la seva activitat. A part del panteó Cabañas, en el cementiri de Lloret existeixen tres hipogeus més que cal afegir al catàleg de les seves aportacions.
L'autorització per a la realització del projecte va ser concedida el 8 de maig de 1902, com així ho indica el llibre d'Actes del Ple de l'Ajuntament. El propietari era Josep Cabañas Puig.
Tot i que el primer propietari fou el diputat a Corts Josep Cabañas, avui dia s'hauria de registrar el canvi de titular. En conseqüència, el panteó ja no respon, com en el seu origen, a l'identificable per la seva pertinença a la família Cabañas i Albó sinó que actualment les inscripcions són les de la "Família Clua-Viladrich".